# Еберхард VI фон Кирхберг
Еберхард VI фон Кирхберг (на немски: Eberhard VI von Kirchberg; † 15 май 1440) е от 1417 г. до смъртта си граф на Кирхберг.
Той е син на граф Конрад VII фон Кирхберг († 17 януари 1417) и съпругата му графиня Анна фон Хоенберг-Вилдберг († 1421), вдовица на граф Фридрих X фон Хоенцолерн († 1412), дъщеря на граф Бурхард IX фон Хоенберг–Наголд и Верена фон Хабсбург, дъщеря на граф Йохан II фон Хабсбург-Лауфенбург († 1380).
Сестра му Ирменгард фон Кирхберг († 3 март 1444) се омъжва ок. 1407 г. за граф Йохан II фон Хелфенщайн-Блаубойрен († 1444).

## Фамилия
Еберхард VI фон Кирхберг се жени пр. 8 август 1415 г. за графиня Агнес фон Верденберг-Хайлигенберг-Блуденц († 1436), вдовица на Хайнрих VI фон Ротенбург († 1411), дъщеря на граф Албрехт III фон Верденберг-Хайлигенберг-Блуденц († 1420) и Урсула фон Шаунберг († 1412). Те имат децата:
- Конрад VIII фон Кирхберг († 1470), женен 1436 г. за графиня Анна фон Фюрстенберг-Баар († сл. 1481), дъщеря на граф Хайнрих V фон Фюрстенберг-Баар († 1441) и Анна фон Тенген-Неленбург († 1427)[4]
- Анна фон Кирхберг († сл. 1469), омъжена I. пр. 29 септември 1436 г. за граф Йохан II (Ханс) фон Фюрстенберг-Гайзинген († 30 март 1443, убит в турнир във Фюрстенберг), II. на 31 март 1444 г. за Вернер VI фон Цимерн-Мескирх († 1483)
- Агнес фон Кирхберг († 1472), омъжена пр. 1436 г. за Улрих IX фон Мач († 1480/1481), граф на Кирхберг
- Еберхард VII фон Кирхберг († 4 юли 1472), граф на Кирхберг, женен за графиня Кунигунда фон Вертхайм († 1481), дъщеря на граф Георг I фон Вертхайм и Анна фон Йотинген-Валерщайн
- Берта фон Кирхберг († сл. 8 юли 1482), омъжена за граф Йохан V фон Неленбург († 1484)